# Atrichiopoda oviventris
Atrichiopoda oviventris là một loài ruồi trong họ Tachinidae.